# Казацкое (Яковлевский район)
Казацкое — село в Яковлевском районе Белгородской области России, центр Казацкого сельского поселения.

## География
Село расположено на правобережье реки Ворсклы в 12,9 км по прямой к западу от районного центра, города Строителя, в 18,8 км по прямой к северо-западу от северо-западных окраин города Белгорода.

## История
В 1646 году был построен город-крепость Карпов в составе Белгородской черты, и рядом с ним стали появляться слободы, в том числе и Казацкая.
В годы Гражданской войны вблизи слободы развернулись ожесточенные бои.
С июля 1928 года слобода Казацкая Томаровского района — центр Казацкого сельсовета, в который входили собственно слобода Казацкая, хутора Ново-Казацкий, Пирогов, Щедрин и совхоз Красно-Казацкий.
В ходе Великой Отечественной войны особенно яростное сражение Курской битвы прошло в окрестностях села летом 1943 года.
В 1950-е годы Казацкий сельсовет в Томаровском районе состоял уже из одного села под названием Казацкое.
После учреждения в январе 1965 года Яковлевского района Казацкий сельсовет снова «вырос», в него вошли села Казацкое и Триречное и хутора Крестов, Новоказацкий и Новочеркасский.
В 1997 году Казацкое — центр Казацкого сельского округа, в который входили еще село Триречное и хутора Крестов, Новоказацкий и Новочеркасский.
В 2009 году село Казацкое в Яковлевском районе Белгородской области — центр Казацкого сельского поселения, в которое входят также село Триречное и хутора Крестов, Новоказацкий и Новочеркасский.

## Инфраструктура
По состоянию на 1995 год в Казацком — центральная усадьба колхоза «Прогресс», индивидуальное частное (торговое) предприятие «Космос», Дом культуры, школа. В 1997 году Казацкое — центральная усадьба СПК «Прогресс».

## Население
На 1 января 1932 года в слободе Казацкой было 1295 жителей.
На 17 января 1979 года в селе Казацком — 687 жителей, на 12 января 1989 года — 557 (203 мужчины, 354 женщины), на 1 января 1994 года — 530 жителей, 273 хозяйства.
В 1997 году в Казацком было 264 домовладения, 572 жителя. В 1999 году в Казацком — 565 жителей, в 2001 году — 519.
| 2002 | 2010 |
| ---- | ---- |
| 564  | ↗595 |